# Левин, Якоб
Якоб Левин (швед. Jacob Levin; имя при рождении — Якоб Годиш (швед. Jacob Hodish); 22 ноября 1890, Ландскруна, Мальмёхус — 10 декабря 1945, Ливерпуль, Ланкашир) — шведский футболист, защитник. Выступал за национальную сборную Швеции. Участник Олимпийских игр 1912 года.

## Биография
С 1907 года начал выступать за «Эргрюте». В 1909 году вместе с клубом стал чемпионом Швеции. 
11 сентября 1910 года дебютировал за национальную сборную Швеции в товарищеском матче с Норвегией. Встреча прошла на стадионе «Фрогнер» в Осло и завершилась победой шведов со счётом 5:0.
Летом 1912 года был в составе сборной Швеции на Олимпийских играх 1912 года в Стокгольме. Принял участие в матче основного турнира против Нидерландов (3:4).
В 1912 году также играл в финале чемпионата Швеции, но «Эргрюте» уступил «Юргордену» во второй переигровке.
Весной 1913 года отправился в Ливерпуль к родственникам. Там его заметил директор «Эвертона» и предложил присоединиться к клубу. Левин провёл несколько матчей за основной состав клуба, а также за вторую команду, однако контракт с ним подписан не был из-за бюрократических проволочек. Несмотря на это, он вошёл в историю «Эвертона» как первый иностранный игрок.
После окончания карьеры продолжил проживать в Ливерпуле, работая начальником холодильного склада. В 1930 году женился.
Умер 10 декабря 1945 года в Ливерпуле от последствий инсульта.

## Личная жизнь
Родители Барух Исраэлевич Годиш и Ольга Левина были родом из Российской империи, откуда эмигрировали в Швецию, где поселились в Ландскруне. В семье было шесть детей, самым младшим из которых был Якоб. Для облегчения ассимиляции детей в шведском обществе родители сменили имена на Морис и Хульда, а дети взяли фамилию матери - Левин.

## Достижения
Эргрюте
- Чемпион Швеции: 1909
- Финалист чемпионата Швеции: 1912